# Булузан
Булузан — вулкан, розташований на острові Лусон у провінції Сорсогон, Філіппіни.
Булузан — стратовулкан заввишки 1535 м
. 
Знаходиться за 250 км на південний схід від Маніли та за 70 км від вулкана Майон. 
Розташований в 11-кілометровій [кальдера|кальдері]], що була утворена 36 000 років тому. 
Місцевість у цьому районі складається переважно з дацитів і ріолітів. 
Булузан оточують вулканічні куполи та нижчі стратовулкани. 
Характер вивержень у історичний час носив стромболіанський тип та фреатичний. 
Кратери розташовані як у конусі вулкана, і на його схилах. 
Вулкан дається взнаки іноді з середини XIX століття, починаючи від сходу селевих потоків, закінчуючи активним виверженням тефри. 
У радіусі 4 км від вулкана територія вважається небезпечною зоною для проживання та діяльності людини. 
Досить активно вулкан поводиться з 1970-х років по теперішній період. 
У цей період виверження супроводжували сильні викиди попелу на висоту від 1,2 до 6 км. 
Нерідкими були землетруси, гучний шум перед початком вивержень. 
Починаючи з 1852 року вулканічна діяльність спостерігалася близько двох десятків разів. 
Востаннє вулкан давав себе знати в період з 11—17 травня 2012 року. 
Тоді фіксувалися підземні поштовхи періодичністю 10 хвилин і стався викид попелу з вершинного кратера в радіусі 9 км.
Навколо гори чотири кратери і чотири гарячі джерела. 
Перший кратер — Озеро Чорного Дрозда, має діаметр 20 м і глибину 15 м (49 футів). 
Другий кратер овальний з розмірами 60 х 30 м. 
Третій кратер має діаметр близько 90 м і глибину 20 м, а четвертий, який знаходиться біля північно-східного краю, відкрився під час виверження 1981 року. 
Під цим кратером також є 100-метрова тріщина розміром від 5 до 8 м.
Гарячі джерела — Сан-Бенон-спрінгс, Мапасо-спрінгс, Сан-Вісенте-спрінгс, Масакрот-спрінгс.
Прилеглі до нього вулкани: гора Хомахан, гора Бінітакан, гора Батуан, гора Калунгалан, гора Калаунан, гора Табон-Табон, гора Джубан і гора Йормаджан.
Попри небезпеку перебування поблизу вулкана, Булусан є найпопулярнішим туристичним об'єктом у країні.